# L'amico d'infanzia di Maigret

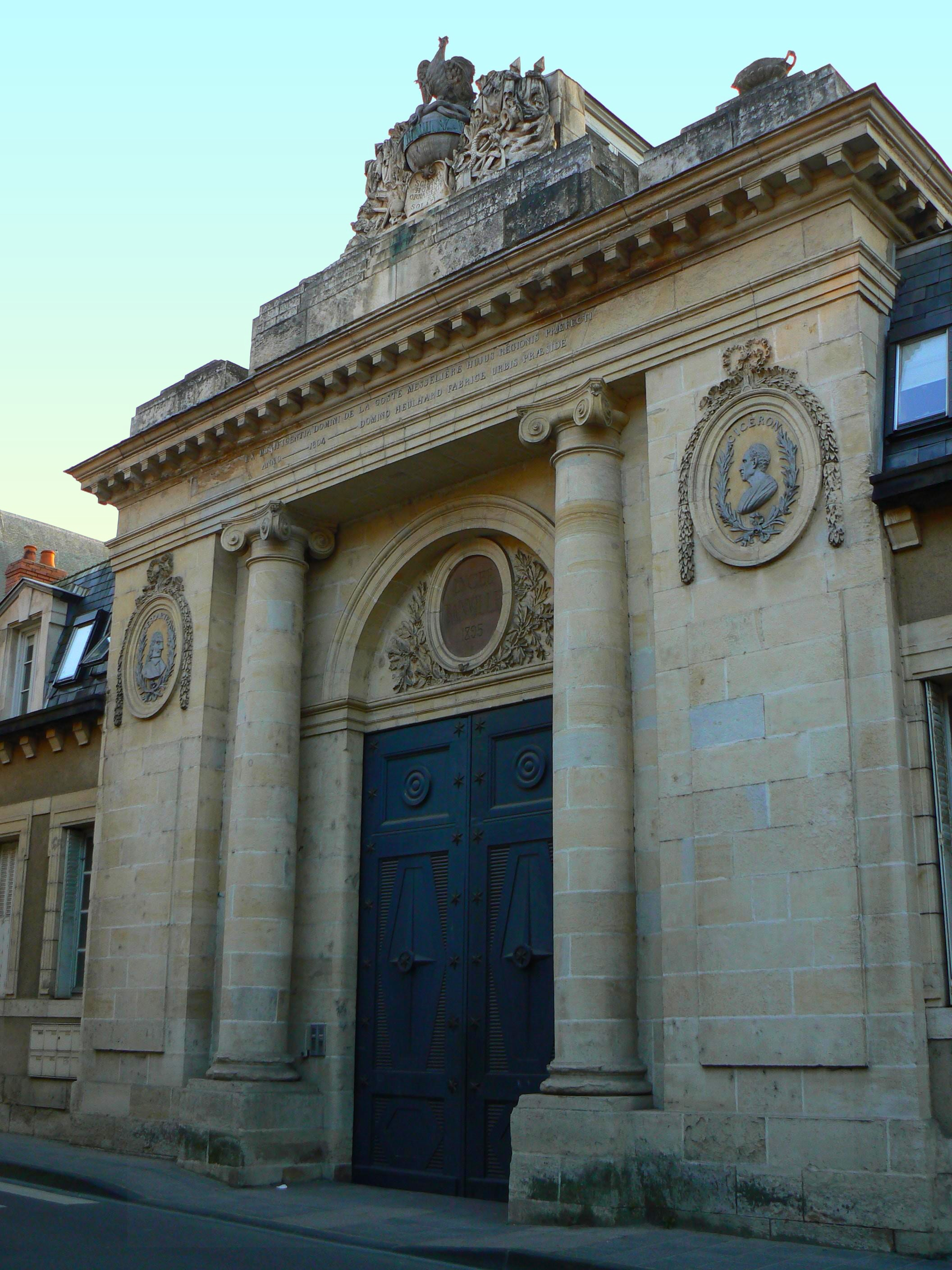
Portale del Lycée Banville di Moulins

L'amico d'infanzia di Maigret (titolo originale francese L'ami d'enfance de Maigret) è un romanzo poliziesco di Georges Simenon con protagonista il commissario Maigret, il sessantanovesimo della serie di Maigret. Ambientato a Parigi, principalmente Montmartre - rue Notre-Dame-de-Lorette, boulevard Rochechouart - negli anni Sessanta, dura sei giorni e si conclude a metà giugno.
Il romanzo fu scritto dal 18 al 24 giugno 1968 a Epalinges in Svizzera e pubblicato per la prima volta il 4 novembre dello stesso anno in Francia presso l'editore Presses de la Cité. Uscì a puntate sul quotidiano Le Figaro dal 3 al 31 dicembre 1968 (25 episodi).

## Trama
Maigret indaga per aiutare un suo amico d'infanzia, Léon Florentin, con il quale è stato compagno al Lycée Banville di Moulins, accusato dell'omicidio di una donna. L'amico era, ai tempi della scuola, il buffone della classe e un bugiardo patentato. Il commissario scopre che la donna uccisa, Joséphine Papet, detta Josée, intratteneva rapporti con cinque uomini contemporaneamente, e tutti in modo discreto.
Quasi nessuno degli uomini era a conoscenza degli altri. Dei cinque: Victor Lamotte, vignaio di Bordeaux, Fernand Courcel, affarista di Rouen, François Paré, di Versailles, che lavorava al Ministero degli affari pubblici, Jean-Luc Bodard, giovane assicuratore, e lo stesso Florentin, solo gli ultimi due conoscevano la situazione.
Proprio per questo Florentin sostiene che era nell'appartamento ma si era nascosto sentendo arrivare qualcuno. Quando era uscito dal nascondiglio, quindici minuti più tardi, aveva trovato la donna morta. Gli altri negano addirittura di conoscerla.
La portinaia, Madame Blanc, una donna di montagna, testarda e sicura di sé, sostiene che solo Florentin quel giorno è salito in casa della vittima. Maigret decide di fare un confronto diretto tra gli uomini e la portinaia stessa.
Scopre anche soldi nascosti a casa di lei e di Florentin e quando ci sono soldi spesso c'è un ricatto. Infatti lei viene pagata per tacere e lui ha tentato di ricattare Lamotte, il più ricco degli amanti della vittima. I due uomini stavano quindi litigando quando un colpo è partito e ha ucciso accidentalmente la donna.

## Adattamenti

### Televisione
- Episodio dal titolo L'ami d'enfance de Maigret, facente parte della serie televisiva Les enquêtes du commissaire Maigret per la regia di Stéphane Bertin, trasmesso per la prima volta su Antenne 2 il 18 gennaio 1984, con Jean Richard nel ruolo del commissario Maigret.
- Episodio dal titolo Maigret's Boyhood Friend, per la regia di John Strickland, facente parte della serie televisiva Maigret, trasmesso per la prima volta il 4 aprile 1993, con Michael Gambon nel ruolo del commissario Maigret.
- Episodio dal titolo L'ami d'enfance de Maigret, facente parte della serie televisiva Il commissario Maigret per la regia di Laurent Heynemann, trasmesso per la prima volta il 29 settembre 2003, con Bruno Cremer nel ruolo del commissario Maigret. In Italia l'episodio è apparso col titolo Maigret e l'amico d'infanzia il 13 luglio 2008.

## Edizioni italiane
- L'amico d'infanzia di Maigret, traduzione di Sarah Cantoni, Collana Le inchieste del commissario Maigret n.76, Milano, Mondadori, 1969.[1] - Postfazione di Alberto Savinio, Collana Oscar Narrativa n.1323, Milano, Mondadori, 1994.
- L'amico d'infanzia di Maigret, traduzione di Marina Karam, Collana gli Adelphi - Le inchieste di Maigret n.384, Milano, Adelphi, 2011,  p. 163, ISBN 978-88-459-2571-9.
- in  I Maigret 14, Collana I Maigret, Milano, Adelphi, 2016, ISBN 978-88-459-3112-3. - nuova ed., Adelphi, 2019, ISBN 978-88-459-3386-8.